# كاريل زيمان
كاريل زيمان (بالتشيكية: Karel Zeman)‏ (و. 1910 – 1989 م) هو مخرج أفلام، ورسام رسوم متحركة من التشيك، وتشيكوسلوفاكيا، ومملكة بوهيميا، توفي في براغ، عن عمر يناهز 79 عاماً.

## جوائز
حصل على جوائز منها:

الفنان الوطني لجمهورية تشيكوسلوفاكيا ‏ (1970)

## وصلات خارجية
- كاريل زيمان على موقع IMDb (الإنجليزية)
- كاريل زيمان على موقع ألو سيني (الفرنسية)
- كاريل زيمان على موقع تيرنر كلاسيك موفيز (الإنجليزية)
- كاريل زيمان على موقع أول موفي (الإنجليزية)
- كاريل زيمان على موقع قاعدة بيانات الأفلام السويدية (السويدية)
- كاريل زيمان على موقع قاعدة بيانات الفيلم (الإنجليزية)
- كاريل زيمان على موقع كينوبويسك (الروسية)